# Бела IV
Бела IV (на унгарски: IV. Béla) е крал на Унгария и Хърватия (1214 – 1270), херцог на Щирия (1254 – 1258). Бела IV принадлежи към династията на Арпадите и е един от най-дълго властвалите унгарски владетели.
Приема куманите на хан Котян в страната си след кумано-руската загуба в битката при Калка (31 май 1223), но е принуден и сам да се изправи срещу татаро-монголското нашествие към Европа. След загубата в битката при Мохи (11 април 1241) цялата страна е подложена на невиждано опустошение. След оттеглянето на татаро-монголските орди на хан Бату и Субетей, Бела IV изгражда наново (основава повторно) Унгария.

## Произход и ранни години
Роден е на 29 ноември 1206 година. Той е първи син на крал Андраш II и Гертруда от Мерания. Брат е на Анна-Мария Унгарска, втора съпруга на Иван Асен II.
В началото на 1214 година 8-годишният Бела е сгоден за една от дъщерите на Борил, но впоследствие годежът е разтрогнат и през 1220 г. той се жени за дъщерята на никейския император Теодор I Ласкарис Мария Ласкарина.
От 1222 година е управител на унгарските провинции Славония, Далмация и Хърватия. През 1226 г. изпълнява възложена от баща му мисия като управител вече на Трансилвания по покръстването на куманите, живеещи отсам (западно от) река Днестър. Успява да покръсти куманските водачи Бартц и Мемброк и те признават властта му през 1228 година, като междувременно започва организирането на куманската територия западно от Днестър в унгарски банат (област). През 1230 година взема участие във военните походи на баща си срещу Галичко-Волинското княжество и Австрия.

## Крал на Унгария

### Коронация и управление
След смъртта на Андраш II (21 септември 1235) е коронован за крал на Унгария (14 октомври 1235). За разлика от баща си, започва провеждане на политика на централизация в управлението на държавата и за усилване ролята на градските центрове в стопанския живот на страната.
През 1235 година Бела IV изпраща доминиканския монах брат Юлиян до Волжка България да издири останалите на изток преди 300 години унгарски племена. Брат Юлиян, упътен от българите, открива на 2 дни път от столицата на Волжка България останалите там през 9 век унгарци, като безпроблемно комуникира с тях на унгарски, установявайки и че езикът им не се е изменил съществено. Завръщайки се на същите места след две години намира изпепелени селища от татаро-монголите и разбира за замислите на отколешните врагове на българите и унгарците да опустошат Европа, за което и информира унгарския крал. Бела IV по тази причина и желаейки да предпази покръстените кумани от нови татаро-монголски удари, ги кани да се заселят отсам степите – западно от Карпатите. Същевременно взема куманите за съюзници при укрепване на източната унгарска граница. Куманите охотно приемат унгарското попечителство, като съзнават, че разчитайки на собствените си сили, не биха могли да отразят татаро-монголската военна мощ.

### Татаро-монголска инвазия
През 1241 г. на източната унгарска граница се появява огромна армия, предвождана от хан Бату. Монголците формално искат от унгарския крал да им бъдат предадени „укрилите се във владението му кумани“. На 12 март 1241 година източната унгарска граница е пробита. Бела IV ползва куманската войска и за вътрешна разправа с неудобните му унгарски благородници, което допълнително нагнетява напрежение и катализира избухването на вътрешен метеж срещу новата евтина кралска военна сила, при който е убит хан Котян. В отговор куманите опустошават земите на унгарските аристократи, участвали в съзаклятието и се изселват на юг, в северозападните български предели – Срем, Белград, Браничево и Видин. С малобройните останали му военни сили Бела IV е разбит на 11 април 1241 г. в битката на Мухи, след което Унгарското кралство е подложено на невиждано разграбване и опустошение. Братът на краля Голубан загива вследствие от раните получени в битката, а Бела IV се спасява укривайки се в укрепените крепости по адриатическото крайбрежие на Далмация, тъй като ханът изпраща въоръжени отряди да го издирват.
В безсилието да се справи с татаро-монголската инвазия, заляла страната му, Бела IV се обръща към папа Григорий IX, френския крал Луи IX и император Фридрих II с отчаяна молба за помощ, като е съгласен дори да предаде властта си на императора на Свещената Римска империя.

### Новото основаване на Унгария
След внезапното нахлуване на татаро-монголите в унгарските земи, същото е последвано и от така внезапното им оттегляне към Централна Азия. Бела IV пристъпва към „повторното основаване“ на Унгария, установявайки причинените ѝ разрушения. Заповядва издигането на укрепителни съоръжения – градски стени и крепости. Търси помирение с оттеглилите се на юг към България кумани, като ги кани наново да се заселят в пустеещите земи на пустата между Тиса и Дунав.
Бела IV остава в историята с успешната си вътрешна политика по възстановяване на Унгария от голямото татаро-монголско нашествие в Централна Европа (1241 – 1242).

### Войни и разширения
Още през 1242 година Бела IV си възвръща отнетите му унгарски територии от Фридрих II. На 30 юни 1244 г. сключва мирен договор с Венеция, по силата на който отстъпва на републиката на свети Марко Зара, но си запазва митническите приходи от морската търговия на Далмация. През 1245 година подкрепя зет си Ростислав Михайлович в борбата за трона на Галичко-волинското княжество срещу Данило Галицки.

### Смърт
Умира на 3 май 1270 година. Наследен е от сина си Ищван V.

## Деца
Мария Ласкарина и Бела IV имат десет деца:
- Маргарита (1220 – 1242)
- Кунигунда (1224 – 1292), светица, омъжена за полския крал Болеслав V
- Анна (1226 – 1270), омъжена за Ростислав Михайлович
- Катерина (1229 – 1242)
- Ержбета (1236 – 1271), омъжена 1250 г. за баварския херцог Хайнрих III
- Йоланда (1238 – 1298), омъжена за полския княз Болеслав Благочестиви
- Ищван V (1239 – 1272), крал на Унгария, Хърватия и Далмация
- Св. Маргарита Унгарска (1242 – 1271), канонизирана за светица през 1943 г.
- Бела (1243 – 1269), херцог на Славония, женен 1264 за Кунигунда, дъщеря на маркграф Ото III фон Бранденбург
- Констанца (1237 – 1252), омъжена за Лео Пршемисъл, княз на Халич